# El Naranjo, Chicomuselo
El Naranjo är en ort i Mexiko.   Den ligger i kommunen Chicomuselo och delstaten Chiapas, i den sydöstra delen av landet, 800 km sydost om huvudstaden Mexico City. El Naranjo ligger 1 159 meter över havet och antalet invånare är 108.
Terrängen runt El Naranjo är varierad, och sluttar norrut. Runt El Naranjo är det ganska tätbefolkat, med 111 invånare per kvadratkilometer. Närmaste större samhälle är Frontera Comalapa, 13,2 km öster om El Naranjo. I omgivningarna runt El Naranjo växer huvudsakligen savannskog.